# Dženan Bureković
Dženan Bureković (Zenica, 29 maggio 1995) è un calciatore bosniaco, difensore del Čelik Zenica.

## Caratteristiche tecniche
È un terzino sinistro.

## Carriera

### Club
Cresciuto nelle giovanili del Čelik Zenica, ha esordito in prima squadra il 23 maggio 2012 in occasione dell'incontro di campionato pareggiato 2-2 contro il Travnik.

### Nazionale
Ha giocato nelle nazionali giovanili bosniache Under-18 ed Under-19.